# Кастелбалдо
Кастелба̀лдо (на италиански: Castelbaldo) е село и община в Северна Италия, провинция Падуа, регион Венето. Разположено е на 12 m надморска височина. Населението на общината е 1653 души (към 2010 г.).